# Ytternäs och Vreta
Ytternäs och Vreta – miejscowość (tätort) w Szwecji, w regionie administracyjnym (län) Uppsala (gmina Uppsala).
Miejscowość jest położona w prowincji historycznej (landskap) Uppland nad zatoką Melaru – Ekoln, ok. 10 km na południowy zachód od centrum Uppsali. Ytternäs och Vreta pełni funkcję jednego z jej przedmieść o charakterze mieszkaniowym z dominującą zabudową jednorodzinną.
W 2010 roku Ytternäs och Vreta liczyło 636 mieszkańców.